# Andrew de Moray
Andrew Moray (en latín, Andreas de Moravia) (1265 - 1297), también conocido como Andrew de Moray, Andrew of Moray, o Andrew Murray, fue un destacado líder militar del ejército escocés durante la Primera Guerra de Independencia Escocesa. Encabezó el levantamiento del norte de Escocia en el verano del 97 contra el gobierno de Eduardo I de Inglaterra y recuperó el control de la zona para el rey Juan de Balliol. A finales del verano, se enfrentó a los ejércitos ingleses en la batalla de Stirling Bridge junto a William Wallace, resultando muerto en el combate.

## Orígenes familiares
Andrew Moray nació durante la segunda mitad del siglo XIII dentro de la poderosa familia Moray de Petty, aunque la fecha y lugar exacto de su nacimiento nos es desconocida. Los Moray de Petty eran una familia rica e influyente, cuyo centro de poder se encontraba en la provincia de Moray, en el noreste de Escocia. Sus orígenes se remontan al siglo XII, cuando durante el reinado de David I de Escocia, habían recibido tierras en Laich de Moray donde habían construido el castillo de Duffus, en la orilla norte de Loch Spynie.
La provincia de Moray se había visto envuelta en constantes conflictos con la autoridad real, abundando los enfrentamientos con los ejércitos de la corona. Cuando se produjo el estallido de la Primera Guerra Escocesa de Independencia a finales del siglo XIII, los Moray contaban con abundantes posesiones en el norte y el sur del país.

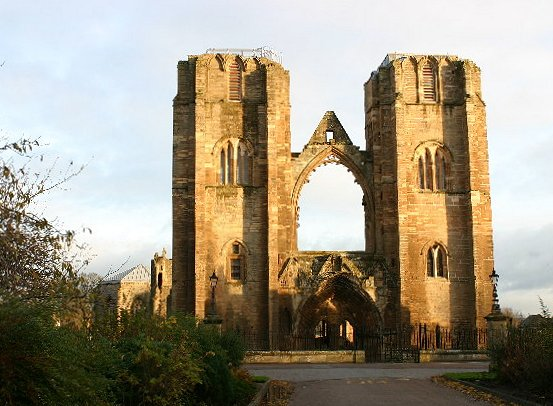
Catedral de Elgin. Su construcción fue iniciada bajo la supervisión del obispo Andrew Moray.

Además de sus posesiones, y gracias a ellas, la familia Moray era también una de las más influyentes políticamente hablando. Andrew Moray, padre de Andrew, había desempeñado desde 1289 el cargo de Justicia Real en el norte de Escocia y pudo haber sido Guardián de Escocia durante el interregno que siguió a la muerte de Alejandro III En 1280 había contraído matrimonio con Euphemia Comyn, hermana de John Comyn y sobrina de Juan I
Por otra parte, el hermano mayor de Andrew, William Moray de Bothwell, poseía extensos terrenos en otras partes de Escocia, como Lanarkshire y Lincolnshire y ordenó edificar el castillo de Bothwell, construido al modo continental. Además, la familia Moray tenía estrechos vínculos con la iglesia escocesa, ya que uno de los antepasados de Andrew había sido obispo de Moray a principios de siglo, y otro hermano de Andrew y William, llamado David era rector de la iglesia de Bothwell y llegaría a convertirse en obispo de Moray en 1299.

## Un reino en el caos

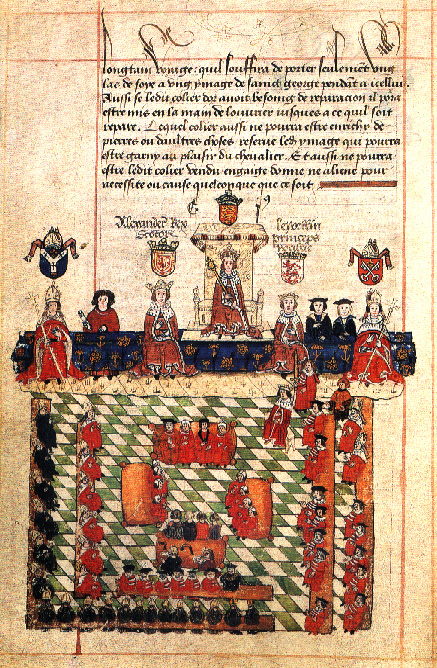
Representación de una reunión del Parlamento de Inglaterra de 1278, en la que se puede ver a Alejandro III de Escocia sentado a la derecha de Eduardo I de Inglaterra.

El 19 de marzo de 1286 fallecía Alejandro III, tras caer de su caballo durante una travesía. Aunque había estado casado con la princesa Margarita, hermana de Eduardo I, los hijos habidos en ese matrimonio habían fallecido antes que él, y su segunda esposa Yolanda no le había dado aún descendencia. Su única heredera viva era su nieta Margarita, hija de Erico II de Noruega y de su hija Margarita. Sin embargo, la niña falleció en el viaje desde Noruega hasta Escocia.
Escocia entró en un periodo de incertidumbre durante el que los nobles se enfrentaron por la corona. Los Bruce de Annandale intentaron un golpe de Estado en 1286, que fue rápidamente reprimido  y, finalmente, los nobles de Escocia se dirigieron a sus vecinos ingleses en busca de consejo.
El rey Eduardo era en aquel momento, un personaje respetado y temido. Había sido cuñado del rey Alejandro III, con el que mantenía buenas relaciones, lo que llevó a los escoceses a solicitar su arbitrio en la cuestión de la sucesión, en lo que se ha conocido como La Gran Causa. Eduardo aceptó la petición, con la única condición de que los aspirantes habrían de reconocerle como Señor de Escocia. Los principales candidatos eran Juan Balliol, de ascendencia inglesa y Señor de Galloway y Robert Bruce, Señor de Annandale (abuelo del futuro Roberto I de Escocia). Tras largas deliberaciones, Eduardo I de Inglaterra falló a favor de Balliol.
John Balliol accedió a reconocer a Eduardo como su superior, lo que acabaría siendo su perdición. El monarca inglés, decidido a hacer valer su condición de Señor de Escocia, comenzó a implicarse de forma habitual en los asuntos políticos del país, lo que pronto creó descontento entre la clase política escocesa. Así, en 1295, el rey de Escocia renunció a su acuerdo con Inglaterra y entró en tratos con Francia, lo que enfureció a Eduardo, que inmediatamente invadió el país.

## Invasión y derrota
En la primavera de 1296, Andrew de Moray, acompañado por su padre y su tío, se unió a la resistencia escocesa. Un pequeño ejército liderado por los condes de Atholl, Ross y Mar, y por John Comyn el joven de Badenoch, penetró en Cumbria y marchó hacia Carlisle, sembrando la destrucción a su paso. La Crónica de St. Edmundsbury deja constancia de la destrucción de 120 villas y aldeas. Cuando el grupo alcanza Carlisle, se encuentran con Robert Bruce de Annandale, hijo del Robert Bruce que había aspirado a la corona, que se niega a abrirles las puertas.
Eduardo, por su parte, había conseguido reunir a un gran ejército en la frontera con Escocia, contando, además, con el apoyo de parte de la nobleza escocesa. El 25 de marzo de 1296, un grupo de nobles escoceses partidarios de Eduardo, entre los que se encuentran Robert Bruce de Annandale y su hijo, el futuro Roberto I, juran fidelidad al rey.
El ejército real se dirige en primer lugar hacia Berwick, en la frontera angloescocesa. Berwick cae rápidamente en manos de Eduardo, que lidera el asalto en una sangrienta batalla y permite un saqueo que durará tres días. Los ejércitos ingleses se muestran inmensamente superiores a los escoceses, que no han entrado en batalla en mucho tiempo. En Dunbar, las tropas de Eduardo, lideradas por John de Warenne, VII conde de Surrey, logran una aplastante victoria sobre los escoceses.
Después de Dunbar, el reino de Escocia capitula rápidamente sin oponer resistencia. Eduardo I depone a John Balliol en el castillo de Montrose, tras lo que marcha hacia el norte, donde se dedica a someter al resto de rebeldes.
Mientras tanto, los nobles capturados en Dunbar son llevados a Inglaterra. Los más importantes como Andrew Moray son enviados a la torre de Londres, mientras que otros menos importantes, como el propio Andrew, son encarcelado en el castillo de Chester, aunque su cautiverio no duraría mucho.

## Rebelde
El rey Eduardo impuso rápidamente su autoridad. El conde de Surrey, vencedor en Dunbar fue puesto al frente de la administración de Escocia y Hugh de Cressingham nombrado tesorero. Tropas inglesas se hicieron con el control de las principales fortalezas del país, en tanto que los recaudadores de impuestos establecieron fuertes tributos para engordar las arcas reales y, de paso, enriquecerse ellos mismos. Cressingham desempeñó su tarea con entusiasmo y energía, lo que creó un sentimiento general de descontento y explotación.
Por si las cargas económicas fueran poco, el monarca inglés estaba estudiando la posibilidad de emplear soldados escoceses para reforzar sus expediciones militares en Flandes. Comenzó a considerar el reclutamiento de escoceses para servir en ultramar, incluyendo a la nobleza derrotada. Cuando estos rumores comenzaron a circular entre los nobles escoceses, cundió la alarma y se prendió nuevamente la mecha de la rebelión contra el gobierno inglés

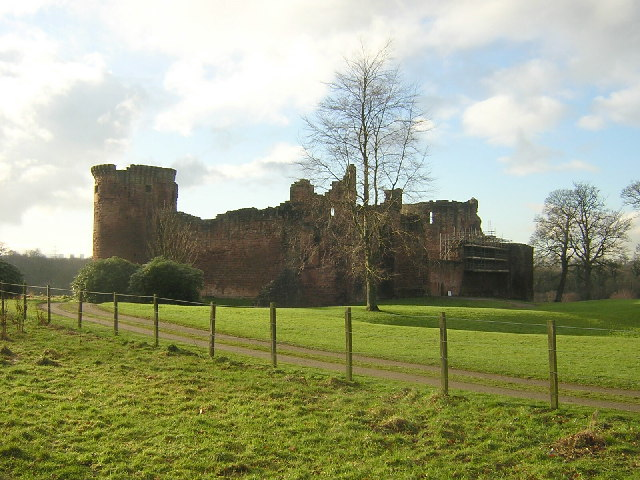
Castillo de Bothwell, cuya construcción fue iniciada por William Moray.

Mientras los escoceses padecían la humillación de la ocupación inglesa, Andrew Moray permanecía en prisión. Pero durante el invierno de 1296-1297, escapó y consiguió regresar a los territorios de su familia, decidido a enfrentar el poder inglés.
La Crónica de Hemingsburgh señala que "en el mes de mayo de 1297, la pérfida raza de los escoceses inició la rebelión." Dos fueron los primeros actos de rebeldía escocesa: Andrew Moray proclamando su desafío al gobierno inglés en Avoch, y el asesinato del Sheriff inglés de Lanark perpetrado por William Wallace. Las noticias de la proclamación de Moray pronto se extendieron y dieron lugar a la formación de un grupo de seguidores. Varios burgueses de Inverness, encabezados por Alexander Pilchie, fueron sus primeros apoyos. Aunque Andrew Moray de Petty, su padre, seguía encarcelado en la Torre de Londres, muchos de sus vasallos se unieron a su hijo. William Fitz Warin, condestable del castillo de Urquhart, a orillas del lago Ness, escribió una carta al rey en julio de 1297:

"Algunos malhechores se han unido a Andrew Moray en el castillo [Avoch] en Ross."

## El ataque al castillo Urquhart

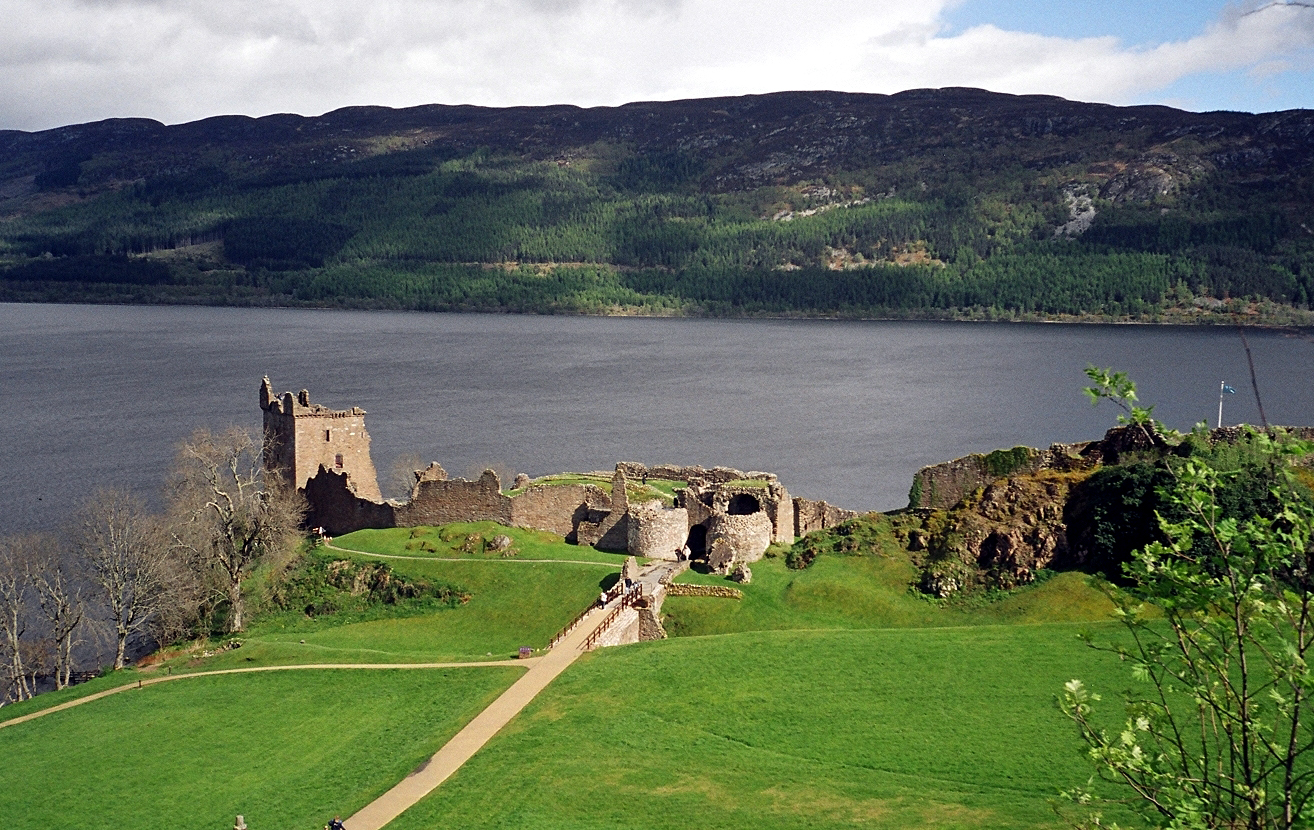
Castillo de Urquhart, que fue asaltado por Andrew Moray a finales de mayo de 1297

Aunque el reino de Escocia había sido conquistado por Eduardo I sin excesivos problemas, no consiguió pacificarlo. Durante los primeros meses de 1297, los actos violentos contra los ingleses y sus aliados se sucedieron, algunos de ellos tan importantes que los oficiales del ejército de ocupación pidieron ayuda al rey. En Argyll y Ross vivían en medio de una intensa violencia, en tanto que, en la costa oeste, Lachlan y Ruarie MacRuarie de Garmoran se declararon en rebelión, asesinando a los oficiales ingleses y destruyendo las propiedades del rey. Más al sur, la rebelión se extendió a Galloway, en la costa suroccidental, donde los escoceses tomaron varios castillos custodiados por los hombres de Eduardo. En Fife, MacDuff y sus hijos encabezaron el levantamiento.
Cuando las noticias de estos actos comenzaron a llegar a la corte de Inglaterra, el rey ordenó una respuesta firme. Los partidarios de Eduardo en Argyll y Ross asistieron a Alejandro de las Islas, mientras que Donald MacCan y otros jefes recibieron el agradecimiento de Eduardo por su apoyo en Galloway. El sheriff de Aberdeen, Henry de Latham recibió órdenes de atacar a los rebeldes del nordeste, en tanto que se enviaron refuerzos desde Inglaterra, con Henry Percy y Walter Clifford a la cabeza.
Por su parte, Andrew Moray había sumido a la provincia de Moray en el caos. El más importante hombre del rey en la zona era Reginald Cheyne, sheriff de Elgin. El apoyo de numerosos nobles escoceses había permitido a Eduardo abandonar Escocia sin tener que dejar tras de sí un ejército de ocupación demasiado numeroso, aunque la lealtad de estos nobles fue pronto puesta en entredicho por los oficiales y cronistas ingleses. Cheyne, alarmando ante el alcance de la rebelión de Moray, convocó a sus principales lugartenientes en el castillo de Inverness el 25 de mayo de 1297 para estudiar medidas contra el rebelde, reunión a la que asistió William Fitz Warin, condestable del castillo Urquhart.
Tras la reunión, William volvió al castillo acompañado por su escolta. Pocas millas al sur, fue emboscado por los hombres de Andrew, aunque pudo escapar con vida y llegar a la fortaleza de Urquhart. Al día siguiente, el castillo fue sitiado por Andrew Moray, que exigía su rendición. Sin equipamiento apropiado para un asedio, Moray trató de tomar el castillo en un ataque nocturno, pero fracasó y se vio obligado a abandonar el sitio.

## Respuesta del rey

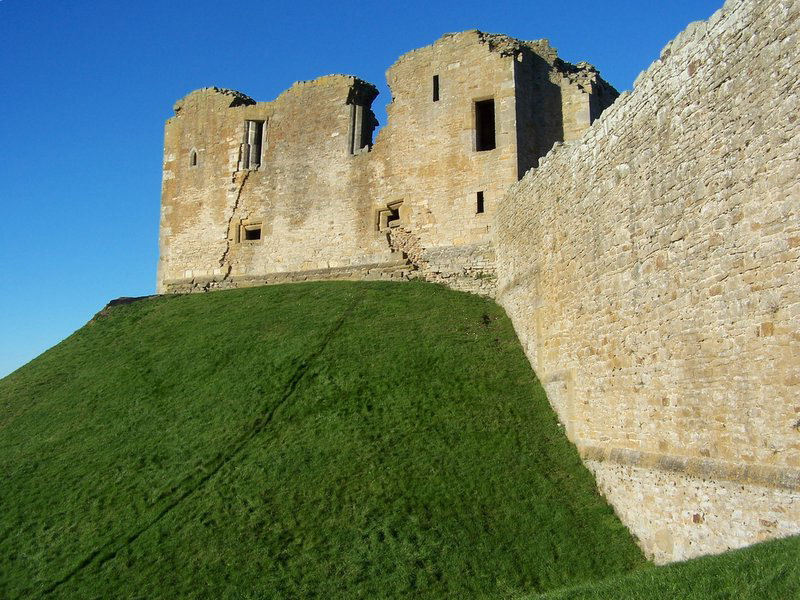
Restos de Duffus Castle, reconstruido a principios de la década de 1300 para sustituir al incendiado por Andrew Moray.

Pese a su derrota en Urquhart, Andrew Moray continuó su campaña a lo largo y ancho de la provincia, asolando las tierras de Duffus. El éxito de la campaña animó a muchos otros escoceses a unirse a él, y conquistó varios castillos en poder de los ingleses, incluyendo el castillo de Urquhart. Sin embargo, apenas tenemos datos de esa exitosa campaña; además, algunas de sus hazañas han sido atribuidas por 'Blind Harry' a William Wallace, como el ataque al puerto de Aberdeen.
Eduardo I, que en aquel momento estaba más preocupado por sus guerras en Flandes que por la cuestión escocesa, encomendó la tarea de someter a Andrew Moray a los nobles escoceses leales. Tras conocer el intento de Moray de tomar el castillo de Urquhart, dio orden el 11 de junio a varios Señores de Escocia de reunir a sus ejércitos y marchar hacia Moray para restaurar la autoridad real en la zona. Entre los convocados estaban Henry Cheyne, obispo de Aberden, Gartnait de Mar y John y Alexander Comyn.
La columna partió de Aberdeen a principios de julio. Andrew Moray se dirigió a su encuentro y ambas fuerzas se encontraron en las orillas del río Spey, en Enzie, al borde de la provincia de Moray. No ha quedado relato del enfrentamiento, pero, según la carta enviada a Eduardo I por el obispo Cheyne, parece ser que Moray y sus hombres se retiraron hacia 

una gran fortaleza de pantanos y bosques [donde] ningún caballero podía ser útil.

 Sin embargo, Hugh de Cressingham, quizá el más competente de los delegados reales, escribió al rey al respecto el 5 de agosto:

Señor, la paz al otro lado del mar escocés  el fiordo de Forth está aún en oscuridad, como ya se ha dicho, lo mismo que las acciones de los condes que allí se hallan [...].Sir Andrew de Rait os va a llevar un informe, que me ha mostrado, y que es falso en muchos aspectos... no le déis demasiada credibilidad

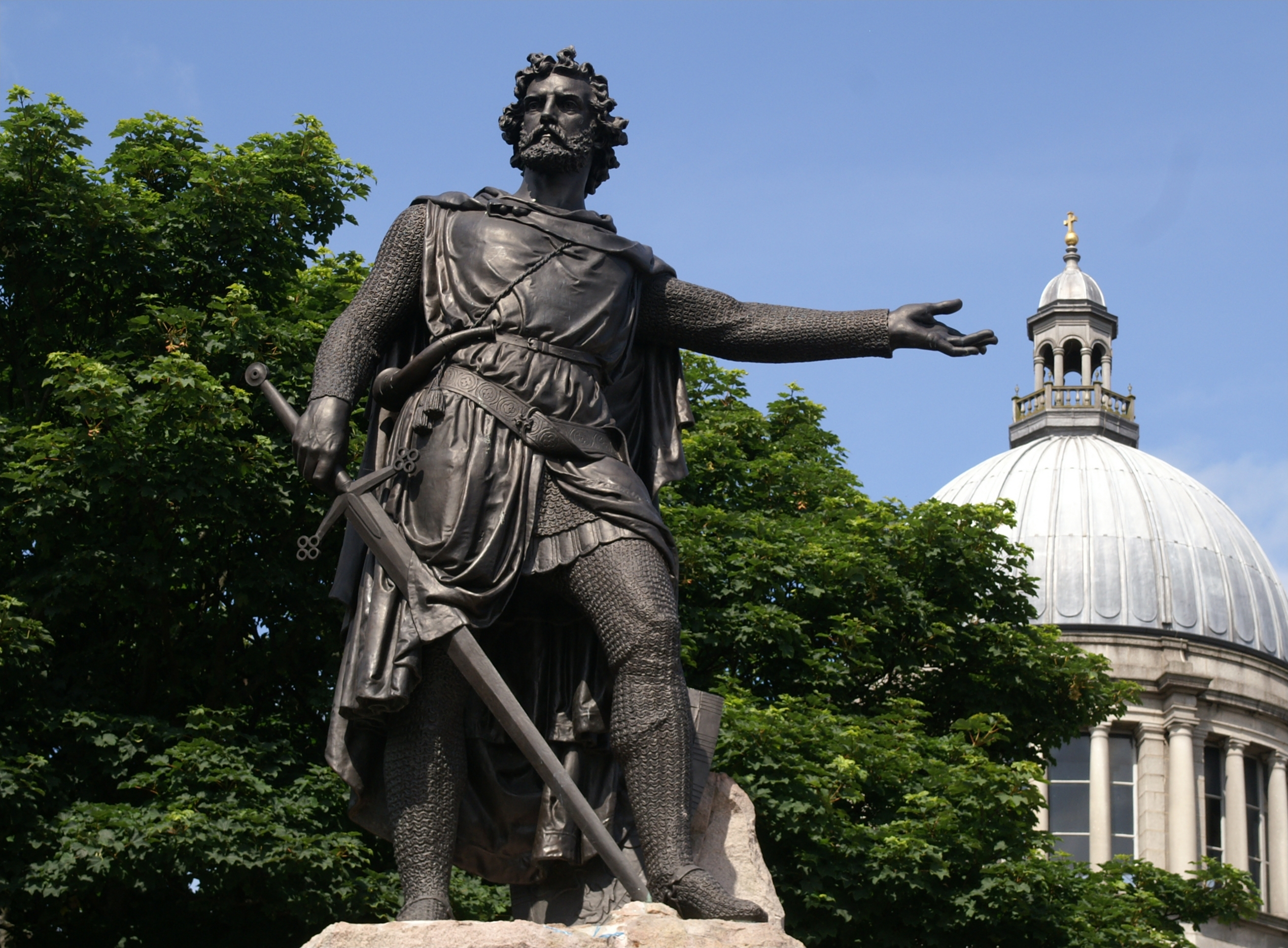
Estatua de William Wallace en Aberdeen.

Mientras Andrew Moray ponía el norte de Escocia bajo su control y William Wallace campaba a sus anchas por el oeste, un levantamiento encabezado por otros líderes feudales estaba produciéndose al sur. Entre ellos, James Stewart, Mayordomo de Escocia y Robert Wishart, obispo de Glasgow. El conde de Carrick, Robert Bruce participaba también en el levantamiento. Sin embargo, cuando el ejército inglés apareció en las proximidades de Irvine, los rebeldes se rindieron rápidamente
Eduardo I, viéndose incapaz de derrotar a Moray por la fuerza, trató de emplear otros métodos. Así, ofreció liberar a Andrew Moray de Petty de la Torre de Londres para servir en Flandes si el joven Andrew aceptaba ocupar su puesto como rehén. El rey emitió un salvoconducto para Andrew el 28 de agosto, que le permitiría viajar a Inglaterra. Se ignora si este documento llegó a manos del joven Moray, pero el caso es que, si lo hizo, fue rechazado por el escocés, por lo que su padre siguió confinado en la Torre.

## La batalla de Stirling Bridge

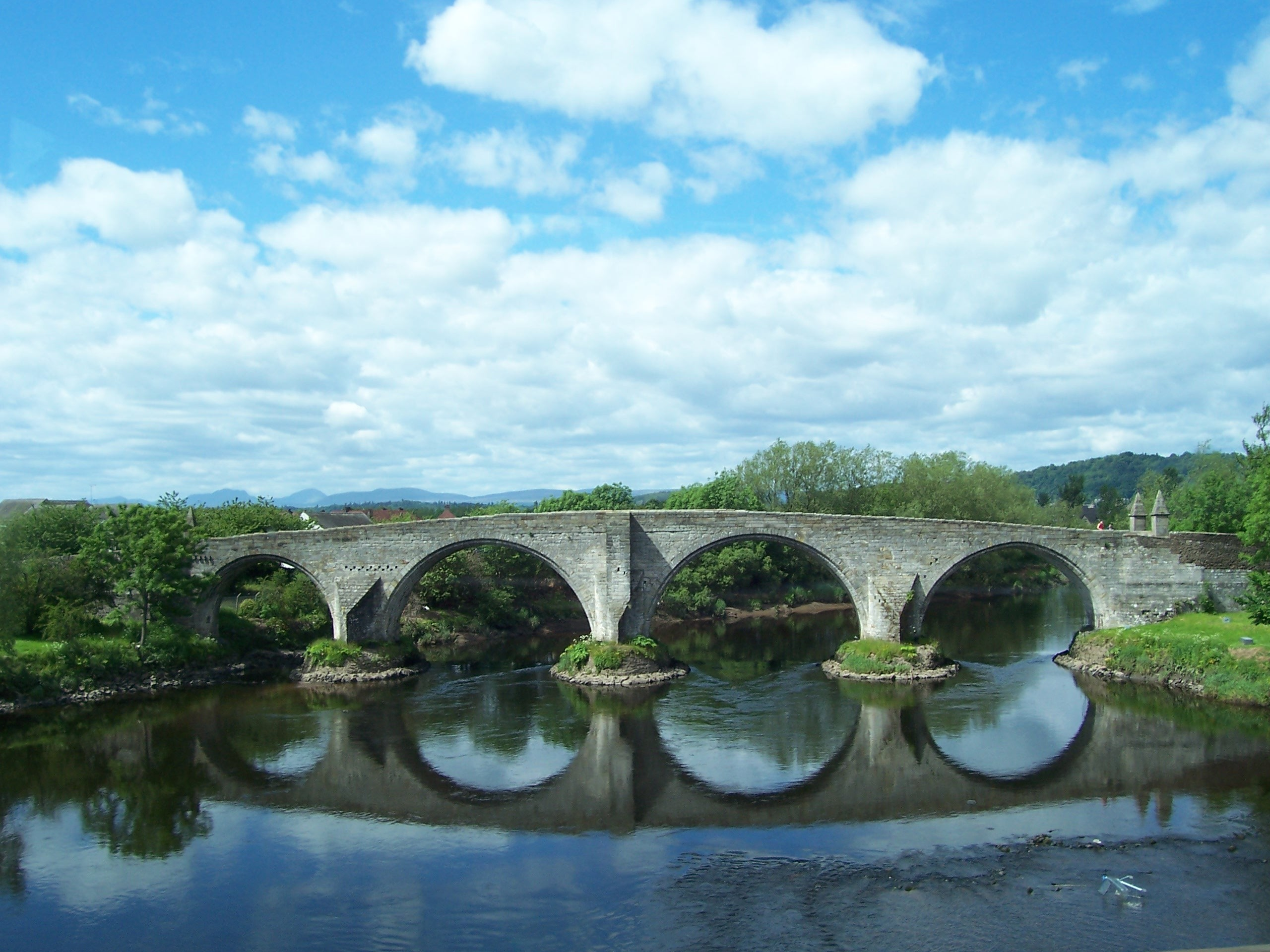
El Viejo Puente de Stirling en 2006. Este puente, construido años después de la batalla, se sitúa más abajo de la localización del puente donde tuvo lugar la batalla en otoño de 1297.

A finales del verano del 97, el rey Eduardo apenas tenía algún control sobre Escocia. Hugh Cressingham describía la situación en una carta: 

la mayor parte de vuestros condados en el reino de Escocia están desprovistos de gente que los gobierne, [ya que han sido asesinados o encarcelados]; y algunos han abandonados sus puestos, y otros ni quieren, ni se atreven a regresar; en algunos condados los escoceses han establecido ministros y gobernadores, de tal modo que ningún condado está en orden, excepto Berwick y Roxburgh, y este sólo recientemente.

De los castillos al norte del Forth, únicamente Dundee permanecía bajo control inglés y en septiembre de 1297 se encontraba sitiado por los escoceses. El único modo de volver a dominar Escocia era mediante una invasión a gran escala. A finales del verano, el teniente del rey en Escocia, el conde de Surrey, reconocía la necesidad de atajar contundentemente las acciones de Wallace y Moray. Para ello, reunió un ejército y marchó hacia el centro de Escocia. Wallace y Moray, al tener conocimiento de los movimientos ingleses, dejaron el sitio de Dundee en manos de los habitantes de la población y se dirigieron hacia Stirling, donde esperaron a sus rivales.

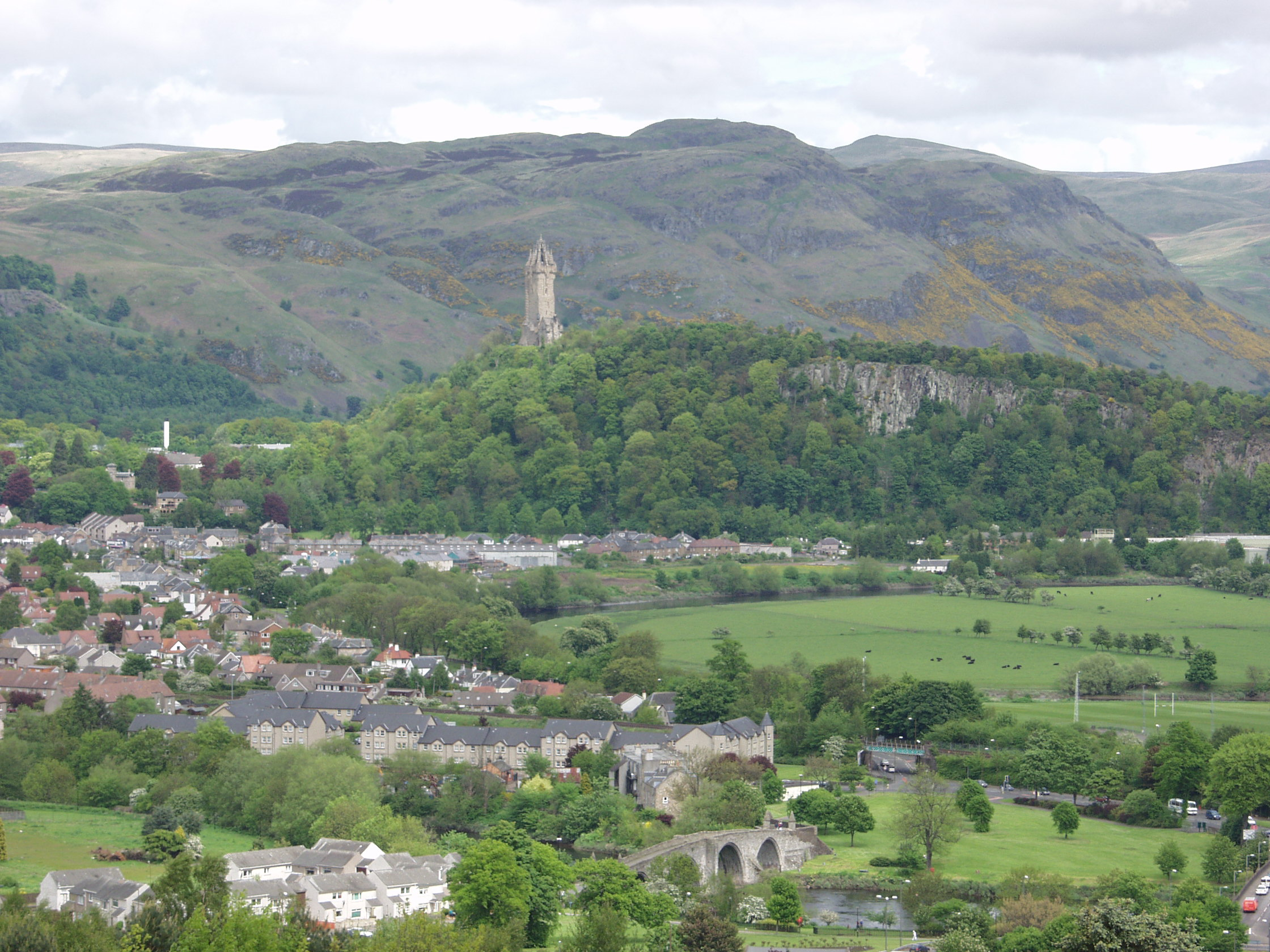
Vista del campo de batalla desde el castillo. En primer plano, el puente medieval de piedra y, al fondo, el National Wallace Monumento, en Abbey Craig, donde se dice que Wallace permaneció antes de la batalla.

Moray y Wallace situaron a su pequeño ejército al norte del Forth, cerca del viejo puente de Stirling, a la sombra del castillo de Stirling; Surrey, poco imaginativo y demasiado anclado en los principios de la caballería, llevó la batalla con ineptitud. Envió la vanguardia de sus tropas a través del estrecho puente hacia las tropas escocesas que, en lugar de esperar a que todo el ejército inglés cruzara el puente, atacó a mitad del camino. La avanzadilla inglesa quedó aislada y fue masacrada. El resto de las tropas, que había permanecido en la otra orilla del río, al ver la escena, inició la huida, encabezada por el propio Surrey.
Se estima que Surrey perdió a unos cien caballeros y cinco mil soldados en la masacre de Stirling Bridge. La baja más notable fue la de Cressingham, cuyo cadáver fue mutilado. No quedó registro de las bajas escocesas, que, en su mayoría correspondían a soldados de infantería. Salvo una: la de Andrew Moray.

## Muerte
La victoria sobre Surrey en Stirling Bridge fue el colofón a la campaña de Moray. El escocés no era un gran soldado por casualidad; es probable que el entrenamiento recibido para ser ordenado caballero le hubiera preparado para ser un líder en el campo de batalla y poder dirigir grupos numerosos de soldados
Acerca de la fecha de su muerte, hay, sin embargo ciertas contradicciones. En una investigación formal acerca de los negocios de William Moray de Bothwell realizada desde Berwick-upon-Tweed en noviembre de 1300 se afirma que Andrew Moray fue " muerto en Stirling contra el rey". Sin embargo, su nombre aparece como firmante en dos cartas enviadas después de la batalla de Stirling, una a los alcaldes de Lübeck y Hamburgo el 11 de octubre y otra al prior de Hexham el 7 de noviembre. A partir de entonces, el nombre de Andrew Moray no vuelve a aparecer en ningún documento conservado. La interpretación más generalizada es que Moray resultó herido en la batalla y falleció a consecuencia de las heridas en torno al mes de noviembre.
Las teorías que apoyan la muerte de Moray en Stirling Bridge, apuntan al hecho de que no hay documento alguno que le sitúe en Hexham y todos los documentos hablan únicamente de Wallace como líder. El propio Wallace pudo haber tratado de ocultar la muerte de Moray, ya que, posiblemente, le sirviera como protección ante las intrigas políticas de la nobleza escocesa, que verían a Wallace como un advenedizo.
La temprana muerte de Moray, junto con su cercanía a Wallace, que se ha convertido casi en un mito dentro de la historia escocesa, trajo consigo que sus logros fueran prácticamente olvidados. A finales del siglo XX la figura de Moray empezó a ser reivindicada. Recientemente, un historiador ha descrito sus campañas como "la mayor amenaza para el gobierno inglés". De hecho, los escasos logros de Wallace tras Stirling Bridge sugieren que la exitosa campaña de 1297 fue más bien obra de Moray.

## Matrimonio y descendencia
Pocos meses después de su muerte, la viuda de Moray, cuya identidad se desconoce, dio a luz a Andrew Murray, que recibiría en herencia los señoríos de Petty y Bothwell, y que jugaría un papel decisivo en la resistencia contra Eduardo III de Inglaterra, ocupando por dos veces el cargo de regente de David II de Escocia y significándose en el campo de batalla como un buen soldado.